# Nguyễn Hữu Cầu (tù nhân lương tâm)

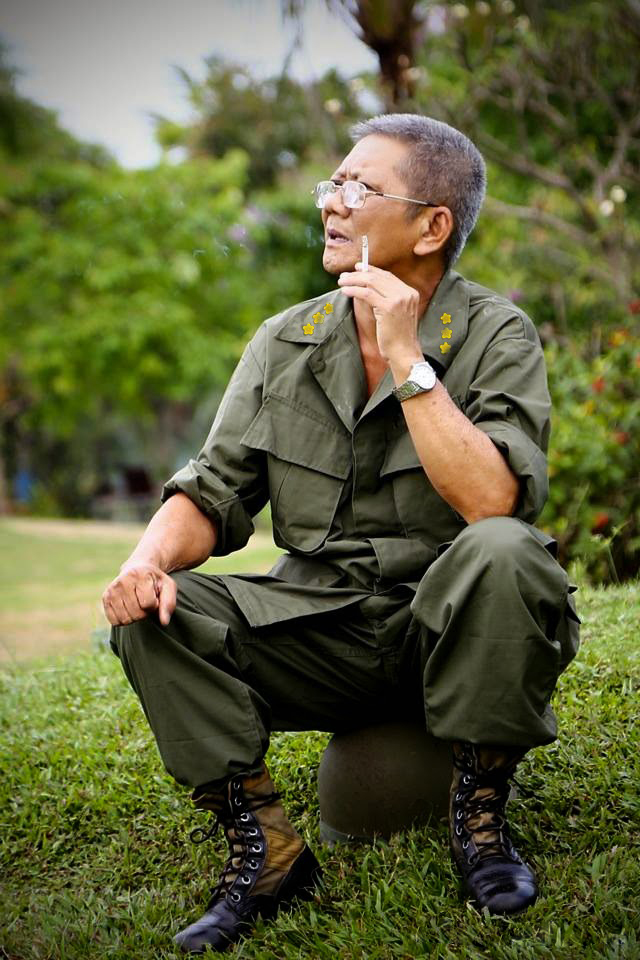
Ảnh chụp tại công viên Văn Thánh tháng 04 năm 2014

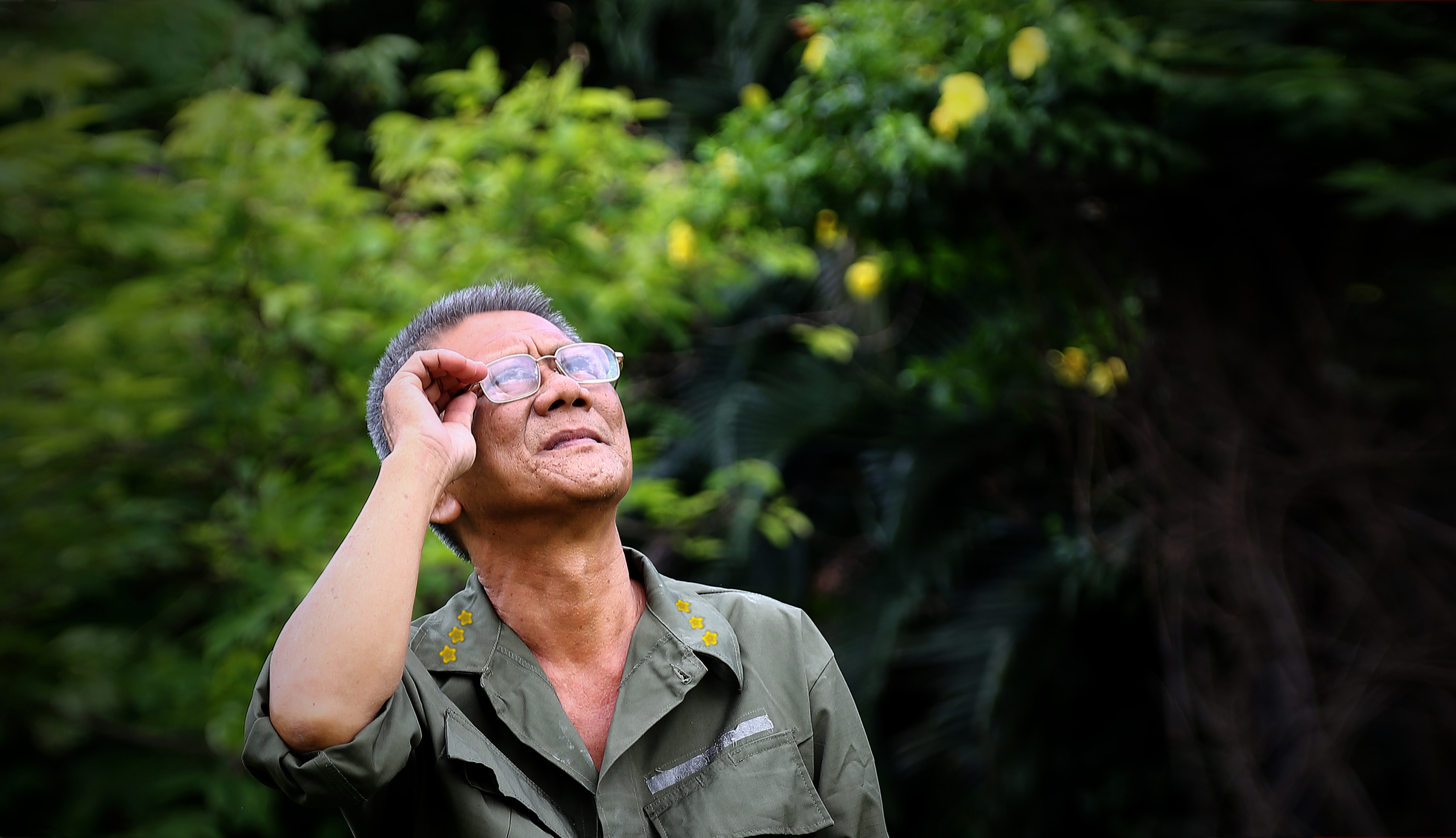
Ông Nguyễn Hữu Cầu

Nguyễn Hữu Cầu (năm 1947 - ngày 19 tháng 12 năm 2022), cựu sĩ quan quân đội Việt Nam Cộng Hòa, là người tù nhân lương tâm  bị giam lâu nhất ở Việt Nam với tổng cộng 37 năm bị giam trong tù.

## Tiểu sử
Ông sinh năm 1947, quê quán ở Rạch Giá, tỉnh Kiên Giang. Nguyên là cựu đại úy Chủ Lực Quân, xuất thân khóa 6/68 Sĩ quan trừ bị Thủ Đức, ra trường về phục vụ tại Tiểu Khu Quảng Nam, thuộc vùng 1 chiến thuật - quân đội Việt Nam Cộng Hòa, ông bị bắt làm tù binh sau khi vùng 1 chiến thuật thất thủ vào đầu tháng 4/1975, sau 30/4/1975 khi miền nam sụp đổ chuyển thành học tập cải tạo và được thả về vào cuối năm 1980, sau hơn 5 năm bị tù cải tạo.
Sau đó, do làm đơn tố giác hai cán bộ đảng viên của tỉnh Kiên Giang hãm hiếp một số nữ thuyền nhân, ông bị đưa ra xét xử vào năm 1983 và bị kết án tử hình với tội danh "Chống phá nhà nước CHXHCN Việt Nam", bằng chứng dựa vào những bài thơ và các ca khúc do ông sáng tác.
Bản án được giảm xuống thành tù chung thân đày biệt giam ở khu tù chính trị biệt giam, phân trại K2, Z30A, Xuân Lộc, Đồng Nai sau khi xử phúc thẩm năm 1985.
Trải qua nhiều năm bị giam cầm, ông luôn giữ vững lập trường, cương quyết không nhận tội, không xin ân xá trước một bản án mà ông cho là vô lý. Dưới áp lực của Ủy ban Nhân quyền Quốc tế (Human Rights Watch), báo chí quốc tế, và do sức khỏe của ông ngày càng suy giảm: tim yếu, tai gần như điếc, một mắt bị mù lòa không còn thị lực, cuối cùng ông đã được nhà cầm quyền trả về nhà vào 9 giờ tối ngày 21 tháng 3 năm 2014.

## Thông tin khác
Sau chuyến thăm tù lần đầu tiên được biết mặt ông nội của mình vào năm 2013, cháu Trần Phan Yến Nhi, 14 tuổi, đã viết thư gởi Ủy ban Nhân quyền, lên tiếng kêu cứu và xin thế thân đi tù thay cho ông nội.
Trong thời gian ở tù, ông cải sang đạo Công giáo vào năm 1986. Người rửa tội cho ông là linh mục Nguyễn Công Đoan trong cùng trại cải tạo.
Ngoài tội danh chống phá, bản cáo trạng trong phiên tòa xét xử ông, dựa vào bài "Giọt nước mắt Chúa" do ông sáng tác, viết rằng:
| “ | Tên Nguyễn Hữu Cầu đã sáng tác ra bài hát Giọt nước mắt Chúa với ý thức còn mơ tưởng đến sự trở lại của Mỹ, tên Cầu đã ví Đế quốc Mỹ như là cha để cầu xin bơ thừa sữa cặn. | ” |
| — Viện trưởng Viện Kiểm Sát Nhân dân Nguyễn Thế Đồng (Theo cáo trạng trong phiên sơ thẩm cũng như phúc thẩm mà bạn tù Nguyễn Ngọc Quang có được và đọc lại cho RFA.) | |   |